# Waldeck (Dummerstorf)
Waldeck is een plaats in de Duitse deelstaat Mecklenburg-Voor-Pommeren en maakt deel uit van de gemeente Dummerstorf in het Landkreis Rostock.